# Диантимонид никеля
Диантимонид никеля — бинарное неорганическое соединение
никеля и сурьмы
с формулой NiSb2,
кристаллы,
не растворяется в воде.

## Получение
- В природе встречается в виде минерала нисбита — NiSb2 [1].

- Сплавление сурьмы и антимонида никеля:

{\displaystyle {\mathsf {NiSb+Sb\ {\xrightarrow {625^{o}C}}\ NiSb_{2}}}}

## Физические свойства
Диантимонид никеля образует кристаллы
ромбической сингонии,
пространственная группа P nnm,
параметры ячейки a = 0,5180 нм, b = 0,6314 нм, c = 0,3838 нм, Z = 2.
Не растворяется в воде.